# Земляника под снегом
«Земляника под снегом» — российский короткометражный мультфильм.

## Сюжет
Сюжет мультфильма основан на японской народной сказке.
В одной семье росли две девочки. Одна, по имени о-Тиё, была работящая, всё делала по дому, за водой ходила, растения поливала, дрова носила. А другая девочка, о-Хана, только спала, отдыхала и наслаждалась жизнью. И захотелось как-то зимой лентяйке земляники. Выгнали работящую на улицу, чтобы добыла она желанных ягод. Девочке помог добрый старый горный дух — он сотворил лето среди зимы, чтобы о-Тиё смогла набрать земляники для сестры. Но у той вдруг появилась новая причуда — отведать синей земляники. Вновь о-Тиё отправили в лес, и вновь старик-дух помог ей найти землянику. Но когда о-Хана и её мать поели синих ягод, они… превратились в лисиц.

## Над фильмом работали
| автор сценария, кинорежиссёр и художник-постановщик | Наталия Голованова |
| композитор                                          | Нина Савичева |
| кинооператор                                        | Наталия Михайлова |
| звукорежиссёр                                       | Борис Фильчиков |
| аниматоры                                           | Юрий Батанин, Юрий Мещеряков, Юрий Кузюрин, Ольга Новикова, Анна Чистова, Александр Сичкарь, Надежда Назарова, А. Ратковская |
| роли озвучивали                                     | Людмила Ильина — о-Тиё / о-Хана, Ирина Акулова — Мачеха, Всеволод Ларионов — Старик-волшебник                                |
| xудожники                                           | Татьяна Швецова, Анна Атаманова                                                                                              |
| монтажёры                                           | О. Михайлова, В. Михайлова                                                                                                   |
| редактор                                            | Татьяна Папорова |
| директор cъёмочной группы                           | Бэла Ходова |

- Создатели и актёры озвучания приведены по титрам мультфильма